# DSM-5
Cẩm nang Chẩn đoán và Thống kê Rối loạn Tâm thần, Phiên bản Thứ năm (Diagnostic and Statistical Manual of Mental Disorders, Fifth Edition, DSM-5) là bản cập nhật năm 2013 của Cẩm nang Chẩn đoán và Thống kê Rối loạn tâm thần, công cụ phân loại và chẩn đoán do Hiệp hội Tâm thần học Hoa Kỳ (APA) xuất bản. Tại Hoa Kỳ, DSM đóng vai trò là thẩm quyền chủ đạo cho việc chẩn đoán tâm thần. Các khuyến nghị điều trị, cũng như thanh toán của nhà cung cấp dịch vụ chăm sóc sức khỏe, thường được xác định bởi các phân loại DSM, vì vậy sự xuất hiện của một phiên bản mới có tầm quan trọng thực tế quan trọng.
DSM-5 được xuất bản vào ngày 18 tháng 5 năm 2013, thay thế DSM-IV-TR, được xuất bản năm 2000. Sự phát triển của phiên bản mới này bắt đầu bằng một hội nghị vào năm 1999 và tiến hành thành lập một Lực lượng đặc nhiệm vào năm 2007, nơi đã phát triển và thử nghiệm nhiều lĩnh vực phân loại mới. Trong hầu hết các khía cạnh, DSM-5 không được sửa đổi nhiều từ DSM-IV-TR; tuy nhiên, một số khác biệt đáng kể tồn tại giữa chúng. Những thay đổi đáng chú ý trong DSM-5 bao gồm tái nhận thức của hội chứng Asperger từ một rối loạn khác biệt thành rối loạn phổ tự kỷ; loại bỏ các phân nhóm của tâm thần phân liệt; loại bỏ "mất người thân" cho rối loạn trầm cảm; đổi tên rối loạn nhận dạng giới tính thành rối loạn giới tính, cùng với kế hoạch điều trị sửa đổi; bao gồm rối loạn ăn uống như một rối loạn ăn uống rời rạc; đổi tên và nhận thức lại paraphilias thành rối loạn paraphilic; loại bỏ hệ thống trục; và sự phân chia các rối loạn không được quy định khác thành các rối loạn được chỉ định khác và các rối loạn không xác định. Ngoài ra, DSM-5 là DSM đầu tiên sử dụng số Ả Rập thay vì chữ số La Mã trong tiêu đề của nó, cũng như phiên bản " tài liệu sống " đầu tiên của DSM.